# Antonio Amato (canottiere)
Antonio Amato (Isole Tremiti, 11 novembre 1934 – Noicattaro, 3 febbraio 2021) è stato un canottiere italiano.

## Biografia
Nato nelle Isole Tremiti, in provincia di Foggia, nel 1934, faceva parte dei Centri Sportivi Agonistici della Marina Militare.
A 22 anni partecipò ai Giochi olimpici di Melbourne 1956, nell'otto, insieme a Campioto, Casalini, Casoar, Menicocci, Nuvoli, Tagliapietra, Tesconi e al timoniere Rubolotta, non passando il quarto di finale (terzo con il tempo di 6'09"5 dietro a Svezia e Unione Sovietica, passavano i primi due), qualificandosi comunque alle semifinali grazie al secondo posto nel ripescaggio in 7'17"4 dietro agli Stati Uniti, poi oro; ma uscendo in semifinale, quarto dietro a Canada, poi argento, di nuovo Svezia e Cecoslovacchia con il tempo di 7'19"8 (andavano in finale i primi due).
Morì nel 2021, a 86 anni.